# Iglesia de San Mateo Apóstol (Churubusco)
La Iglesia de San Mateo Apóstol es un templo católico construido en el siglo XVI en Huitzilopochco, actualmente llamado Churubusco. Se localiza en el Barrio de San Mateo que forma parte del pueblo de Churubuco, en la zona histórica de Coyoacán, al sur de la Ciudad de México.
La festividad de su Santo Patrono se celebra el 21 de septiembre.
- Datos: Q5910823